# A-level
A-level nebo také nezkráceně The General Certificate of Education Advanced Level, mírně zkráceně GCE Advanced Level je britský ekvivalent české maturity. Završuje se jím britské středoškolské vzdělání. Skládá se ze dvou dílčích zkoušek, jež studenti podstupují během posledních dvou let středoškolského studia: AS (Advanced Subsidiary) a A2. Obě tyto dílčí zkoušky mají padesátiprocentní podíl na celkové známce. Studenti se obvykle v rámci AS připravují na 4 předměty, v rámci A2 na tři.

## Hodnocení
Studenti jsou většinou testováni externě (výjimka: např. některé moduly v dramatické či výtvarné výchově) a písemně (krom např. ústní zkoušky z cizího jazyka). Výstupem hodnocení jsou body nazývané UMS (Uniform Mark Scheme). Na základě procentuální úspěšnosti měřené podle těchto bodů se vypočítá výsledná známka: 100–90% = A* (jenom u celkové známky v celém A-levelu; hodnocení v A2 nesmí klesnout pod 90%), 89–80% = A, 79–70% = B, 69–60% = C, 59–50% = D, 49–40% = E, 39–0% = U. Známka U znamená neúspěšné složení zkoušky.

## Testovací komise
Testovací komise (v angličtině „examination board“) vytváří testy a osnovy předmětů (takže se učivo v rámci jednoho předmětu napříč osnovami od různých komisí může razantně lišit). Mezi ně patří například OCR, Edexcel, WJEC nebo AQA. 